# Piatra Rea
Piatra Rea este o arie protejată de interes național ce corespunde categoriei I-a IUCN, (rezervație naturală de tip științific), cu o suprafață de 409 ha, protejată în special pentru abundența exemplarelor de floare de colț (Leontopodium alpinum).

## Constituire
S-a constituit ca arie protejată prin Legea 5/2000 privind aprobarea Planului de Amenajarea Teritoriului Național - secțiunea III - în zone protejate, având codul 2589, se afla în cadrul Parcului Național Munții Rodnei și face parte din categoria a I-a, rezervație științifică. Scopul administrării rezervației este cel de conservare a habitatelor naturale, a florei și faunei sălbatice, a diversității biologice.

## Delimitare
Rezervația  se află în raza localității Borșa iar altitudinea medie la care se găsește este de 1500 m. Este delimitată de pârâiele Fântâna (în E) și Cimpoiasa (în V). Aici se află una dintre cele mai spectaculoase cascade din Carpați, cascada Cailor, cu o cădere de apa de circa 80 m.

## Relief
Relieful acestei zone de eroziune este alcătuit din calcare cristaline, cu platou structural cu fenomene endo și exocarstice (ravene, peșteri, doline, lapiezuri).

## Floră

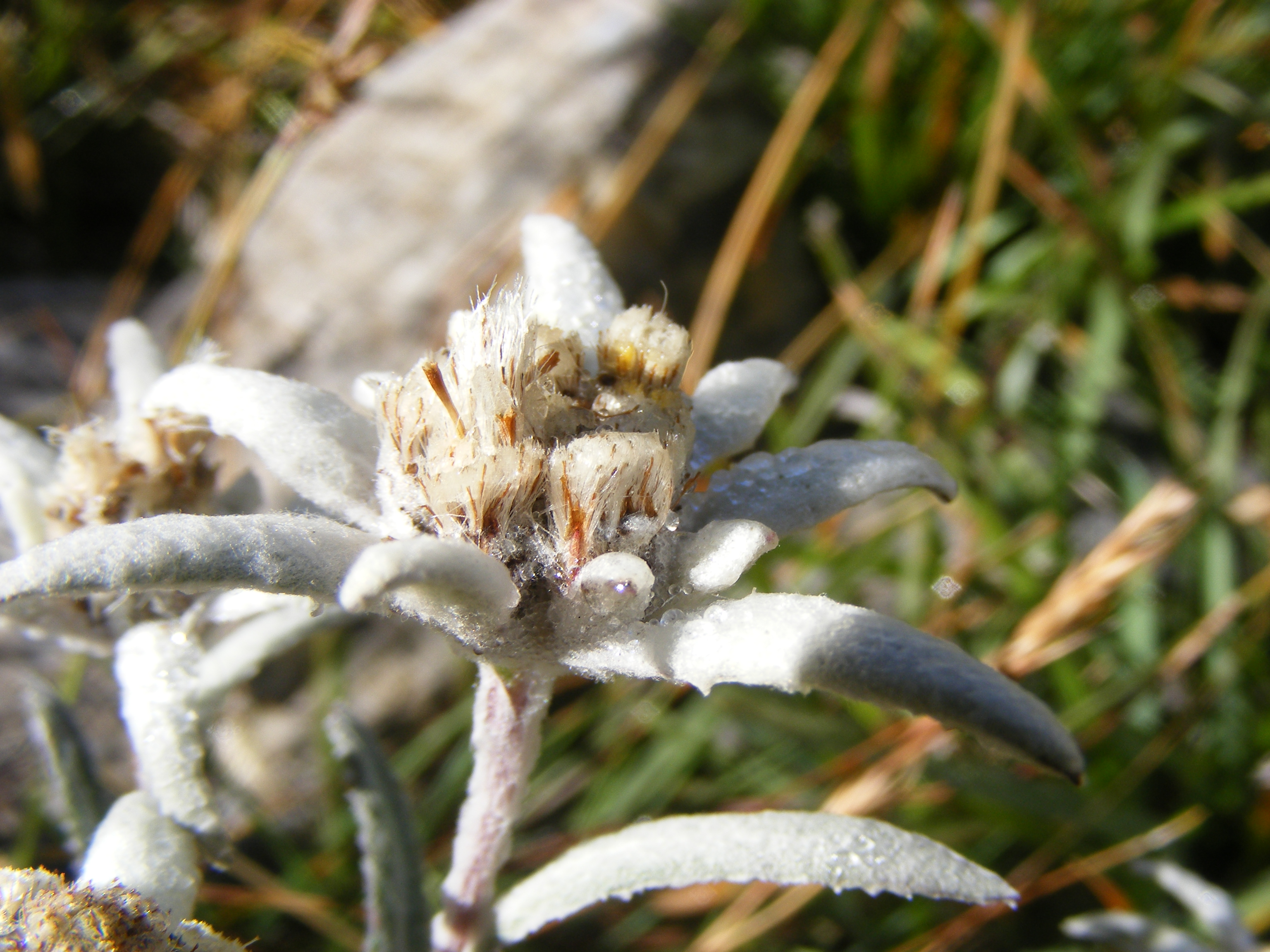
Flori de colţ

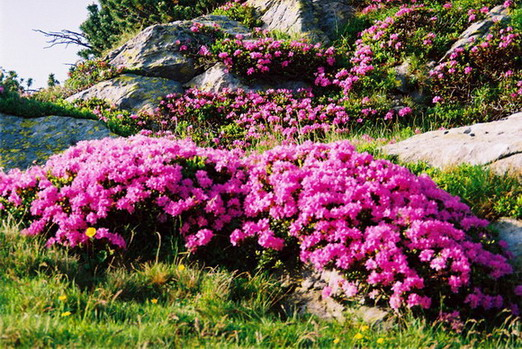
Bujor de munte (Rhododendron myrtifolium)

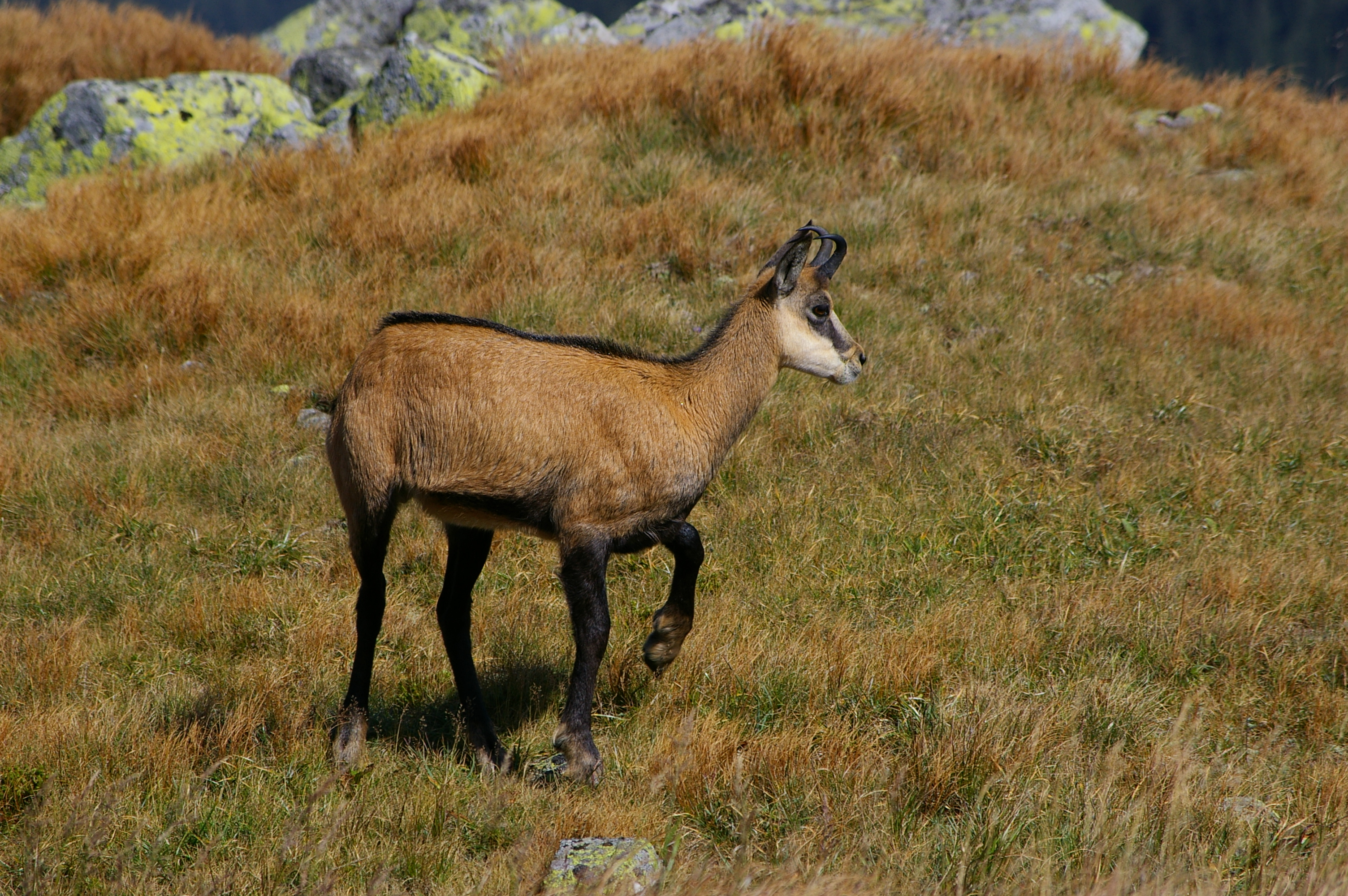
Capră neagră

Aici se poate întâlni o vegetație diversă începând cu cea nemorală și până la cea subalpină și alpină, cu specii rare cum sunt:
- Gușa porumbelului (Silene nivalis)
- Păiușul (Festuca porcii)
- Clopoțelul de munte (Campanula carpatica, Campanula alpina)
- Șopârlița (Veronica baumgartenii)
- Ghințura (Gentiana lutea) - specie ocrotită
- Mierea ursului (Pulmonaria filarszkiana)
- Floarea de colț (Leontopodium alpinum) - specie ocrotită
- Bujor de munte (Rhododendron myrtifolium) - specie ocrotită

Majoritatea zonei forestiere din cadrul rezervației este formată din molid (Picea abies), întâlnindu-se într-un procent redus și brad (Abies alba), fag (Fagus silvatica), specii de scoruș (Sorbus sp.), paltin de munte (Acer pseudoplatanus), frasin (Fraxinus excelsior) ș.a.

## Faună
Ca specii de animale în această zonă putem întâlni:
- urs brun (Ursus arctos) - specie ocrotită
- cerb (Cervus elaphus)
- capra neagră (Rupicapra rupicapra) - specie ocrotită.